# Otto Cesana
Otto Cesana, né le 7 juillet 1899 à Brescia et mort le 9 décembre 1980 à New York, est un compositeur américain.

## Biographie
Très jeune, il quitte l'Italie pour les États-Unis, où il étudie la musique en Californie, auprès de Julius Gold. Il se spécialise dans la musique de film. Il écrit cependant six symphonies et six concertos : un pour clarinette, un pour trompette, un pour trombone, un pour piano, un pour deux piano et un pour trois piano. Il est aussi l'auteur d'un ballet intitulé Ali Baba and the 40 Thieves. Il écrit une pièce inspirée du jazz et intitulée Swing Septet, créée le 23 janvier 1942 à Indianapolis.
Il est aussi l'auteur de plusieurs livres dont le Course in Modern Harmony (1939), Course in Conterpoint (1940) et Voicing the Moden Dance Orchestra (1946).